# ویلیام فریدریش مگرس

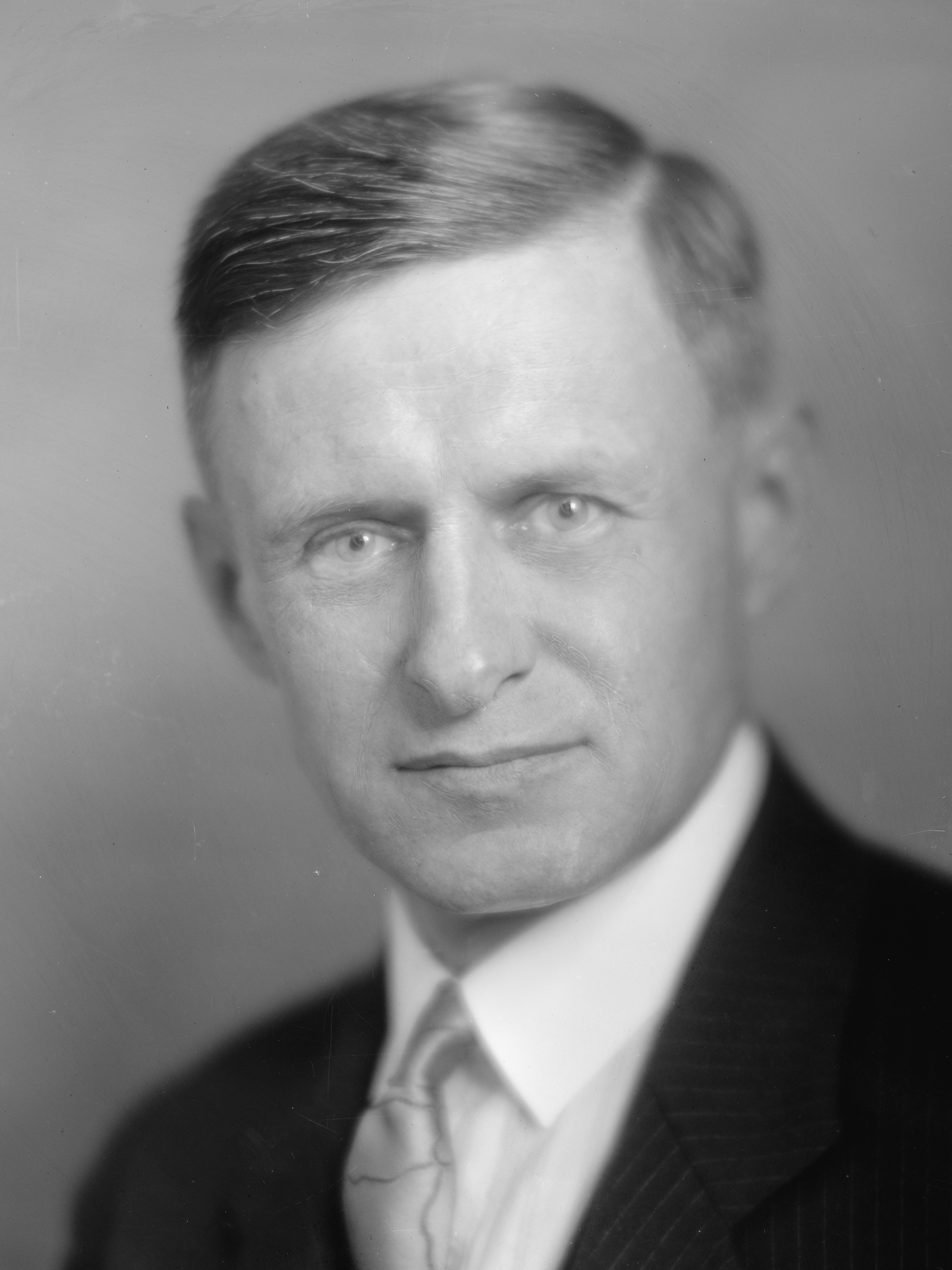

 ویلیام فریدریش مگرس (انگلیسی: William Frederick Meggers؛ زاده ۱۳ ژوئیه ۱۸۸۸ درگذشته ۱۹ نوامبر ۱۹۶۶) یک فیزیک‌دان اهل ایالات متحده آمریکا بود.